# 慶南大学校
慶南大学校（キョンナムだいがっこう、朝鮮語: 경남대학교、英語: Kyungnam University）は、大韓民国の私立大学である。慶尚南道昌原市馬山合浦区に本部を置く。

## 歴史
- 1946年 - 財団法人国民大学館が設立される。